# Vikki Dougan
Vikki Dougan (nacida Edith Tooker, 1 de enero de 1929) es una modelo y actriz retirada estadounidense.

## Primeros años
Vikki Dougan nació como Edith Tooker en Brooklyn, Nueva York, el 1 de enero de 1929. Su madre era bibliotecaria y su padre vendedor de seguros. Su padre abandonó a la familia cuando Dougan tenía seis meses.
Dougan empezó a trabajar como modelo a los once años. Tuvo una exitosa carrera como modelo antes de obtener su primer papel en el cine en Back from Eternity (1956) como corista sin acreditar. Hizo pequeños papeles en otras nueve películas.
Dougan ganó varios concursos de belleza, entre ellos el de Miss Coney Island y el octavo concurso anual New York Skate Queen. Empezó a trabajar como modelo cuando era adolescente y cambió su nombre a Vikki, por la actriz Vicki Lester, y Dougan, por el apellido de soltera de su madre.

## Carrera
En 1956, el publicista Milton Weiss tuvo la idea de promocionar a Vikki con un vestido sin espalda para conseguir publicidad. La idea era contrastar con la moda de las modelos y actrices de grandes pechos, como Jayne Mansfield.
En 1953, el fotógrafo Ralph Crane fotografió a Dougan para la revista Life, y en su edición del 26 de octubre apareció en portada.
En junio de 1957, Dougan apareció en la revista Playboy (Vol. 4, número 6). Dougan volvió a aparecer en el número de diciembre de 1962, en la sección  "Playboy's Other Girlfriends".
En 1961, sus vestidos sin espalda y su "hendidura callipigiana" fueron celebrados en la canción "Vikki Dougan" de The Limeliters en su álbum The Slightly Fabulous Limeliters.
En enero de 1964, la revista Cavalier publicó doce fotografías de Vikki Dougan desnuda en un reportaje titulado "The Back is Back". Dougan interpuso una demanda contra la revista, afirmando que ésta no tenía permiso para publicarlas. Las fotografías habían sido posadas para Playboy, pero Dougan se negó posteriormente a que Playboy las publicara.

## Vida personal
Bougan se casó con William Symons, propietario de un estudio fotográfico, en 1946. Se divorciaron en 1950, el mismo año en que nació su hija Deirdre.
A lo largo de la década de 1950, salió con una serie de hombres prominentes, como Barry Goldwater, Mickey Rooney, Henry Fonda, Frank Sinatra y Glenn Ford.
En 1960, Dougan se casó con Jim R. Sweeney, un exjugador de fútbol de la Universidad Cristiana de Texas. Tuvieron una hija, Tiffany. Este matrimonio, como el primero, duró poco.
Fue amiga de toda la vida de Sandra Giles y Gloria Pall.
Vive en Beverly Hills, California. Asiste regularmente a los Angeles Jewish Film Festival y recientemente ha concedido entrevistas a Hollywood Exclusive, The New York Times, y Classic Images.[cita requerida]